# جراچی سیولو
جراچی سیولو (به ایتالیایی: Geraci Siculo) یک کومونه در ایتالیا است که در استان پالرمو واقع شده‌است.

## خصوصیات
جراچی سیولو ۱۱۳٫۲ کیلومترمربع مساحت و ۲٬۰۷۷ نفر جمعیت دارد و ۱٬۰۷۲ متر بالاتر از سطح دریا واقع شده‌است.